# Saint Benoît à Subiaco
Saint Benoît à Subiaco – ou autrefois Vision de saint Jérôme – est un tableau réalisé vers 1430 par le peintre italien Fra Angelico ou son cercle. Cette petite tempera sur bois est issue du découpage de La Thébaïde, une peinture religieuse dont il existe d'autres fragments de par le monde. De format horizontal, elle représente Benoît de Nursie alors qu'il a la vision d'un chœur d'anges, à genoux à l'entrée de sa grotte, à Subiaco. Passée entre les mains de Frédéric Reiset, l'œuvre est conservée depuis 1886 au musée Condé, à Chantilly, dans l'Oise, en France.

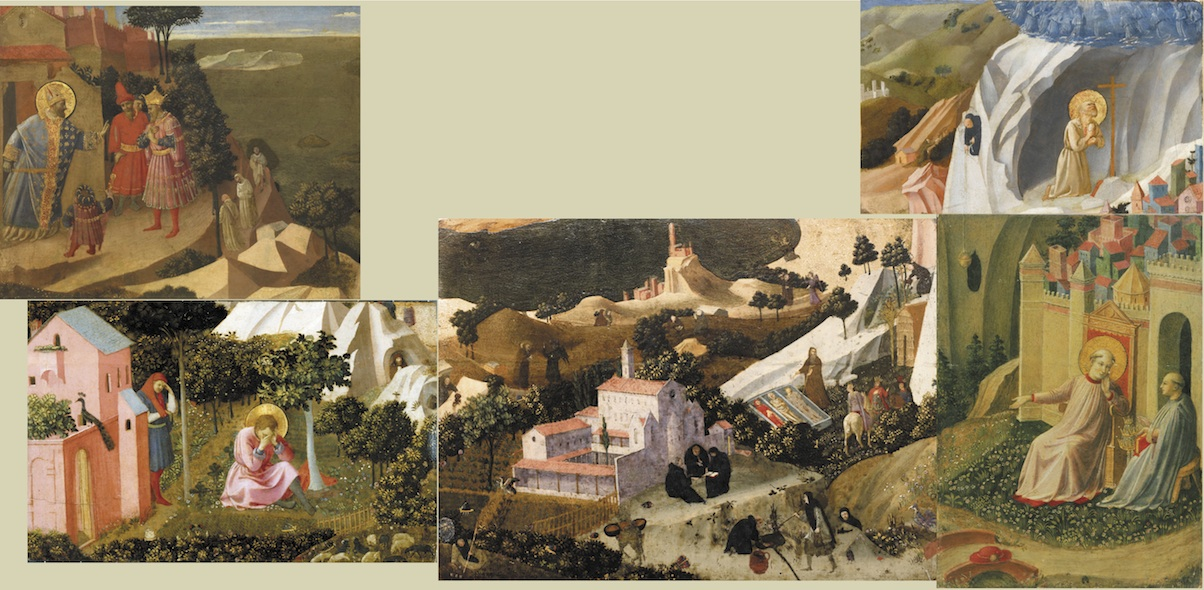
La Thébaïde, reconstitution virtuelle.